# Antoine Carrée
Pour les articles homonymes, voir Carrée.
Ne doit pas être confondu avec Antoine Carré.
Antoine Carrée est un graveur français, actif entre la fin du XVIIIe et le début du XIXe siècle.

## Biographie
Selon Beraldi, Antoine Carrée est un élève de Jean-François Janinet et de Benoît-Louis Prévost. 
Comme son maître Janinet, Carrée pratique la gravure au lavis, convoquant la sanguine. S'inspirant de Prévost, Carrée grave plusieurs pièces, sans doute à partir de 1780-1782, dont le remarquable portrait du graveur Jacques-François Chéreau (1742-1794, Philadelphia Museum of Art). Il exécute des portraits gravés pour les Costumes et annales des grands théâtres de Paris, recueil publié à partir de 1787, ainsi que des vues géographiques, avec Charles-Melchior Descourtis (Victori Pacifico, 1785, d'après Caspar Wolf). 
Le 8 juin 1785, il épouse à Paris, Anne Bouché.
Carrée participe à la Collection générale des portraits de messieurs les députés de l'Assemblée nationale publiée chez Le Vachez en 1789. Sa Vue et perspective de la fontaine des Innocents est datée 1790. Il produit ensuite une série de figures allégoriques pour Basset, marchand rue Saint-Jacques, d'après les dessins de Claude-Louis Desrais (1793). La même année, paraît La Mythologie mise à la portée de tout le monde, ornée de 108 figures en taille-douce, dessinées et gravées par les plus habiles artistes de la capitale, album publié par Jean-François-Pierre Deterville, rue des Carmes, pour lequel Carrée produit une dizaine de gravures.
Carrée présente deux pièces au Salon de 1801, La Joie tranquille et L'Attention, d'après Mlle Bouliard, tête d'étude dans le genre des deux crayons. Son adresse parisienne indique le 5 rue du Plâtre-Saint-Jacques. La même année, il produit une « étude de Grand Homme », s'inspirant du Premier Consul Bonaparte.
Carrée interpréta également Jean-Jacques Le Barbier, Marie-Geneviève Bouliard, Philippe Chéry, André Dutertre, Sigmund Freudenberger, Simon Julien, Pierre Alexandre Wille.
L'inventaire après décès de ses biens est établi devant notaire parisien et sa veuve le 18 décembre 1816.